# Гарагоюнлу (Губадлинский район)
Гарагоюнлу (азерб. Qaraqoyunlu), также Каракоюнлу — село в административно-территориальном округе села Татар Губадлинского района Азербайджана.

## История
По данным «Свода статистических данных о населении Закавказского края, извлеченных из посемейных списков 1886 года», в селе Каракоюнлу Искандер-беклинского сельского округа Зангезурского уезда Елизаветпольской губернии было 32 дыма и проживало 142 азербайджанца (в источнике — «татарина») шиитского вероисповедания. Всё население являлось владельческими крестьянами.
В ходе Первой карабахской войны, в 1993 году село было занято армянскими вооружёнными силами, и до ноября 2020 года находилось под контролем непризнанной НКР.
9 ноября 2020 года, в ходе Второй карабахской войны, президент Азербайджана объявил об освобождении села Гарагоюнлу вооружёнными силами Азербайджана.